# Bert Sotlar
Bert Sotlar (Kočevje, 4. veljače 1921. – Ljubljana, 10. lipnja 1992.) je bio slovenski kazališni i filmski glumac. 
Rodio se kao četvrto od devetero djece u rudarskoj obitelji. Njegova mati bila je po rodu kočevska Njemica.
Njegova prva filmska uloga bila je interpretacija Izidorja, u danas fragmentarno sačuvanom filmu Visoška kronika (1950.). Zatim je igrao glavnu ulogu u srpskom cjelovečernjem filmu Jezero.
Za svoju glumu dobio je nagrade:
- Zlatna arena za najbolju glavnu mušku ulogu, Pula (1957.), za ulogu u filmu Ne okreći se, sine
- Prešernova nagrada za filmsku ulogu 1974.;
- Priznanje Metoda Badjura, Celje (1984.), za ulogu Primaša Tompe u Veselem gostivanju.

## Filmografija
- Cjelovečerni filmovi: 
  - Visoška kronika (1950.),
  - Jezero (1950.),
  - Svet na kajžarju (1952.),
  - Tri zgodbe(1955.),
  - Trenutki odločitve (1955.),
  - Ne okreći se, sine (1956.) (Neven Novak),
  - Cesta duga godinu dana (1958.) (Emil Kozma),
  - Rafal u nebo (1958.),
  - Dobri stari pianino (1959.),
  - Tri četrtine sonca (1959.),
  - Square of Violence (1961.),
  - Tistega lepega dne (1962.) (Štefuc),
  - Kozara (1963.),
  - Sretno, Kekec (1963.) (Kekčev otac),
  - Dvostruki obruč (1963.) (Krešimir Lisac),
  - Ne joči, Peter (1964.) (Lovro),
  - Lucija (1965.),
  - Sarajevski atentat (1968.),
  - Cvetje v jeseni (1973.) (kmet Presečnik),
  - Sutjeska (1973.),
  - Idealist (1976.),
  - Četiri dana do smrti (1976.),
  - To so gadi (1977.) (stari Štebe),
  - Okupacija u 26 slika (1978.) (Stijepo),
  - Draga moja Iza (1979.),
  - Deseti brat (1982.),
  - Boj na Požiralniku (1982.) (Dihur),
  - Kiklop (1982.)
  - Veselo gostivanje (1984.),
  - Živela svoboda  (1987.),
  - Ljubezen nam je vsem v pogubo (1987.),
  - P.S. - Post Scriptum (1988.).

- Serije
  - Družba Sinjeg galeba (1969.) (Ante)
  - Kiklop (1983.) (Ilegalac)
  - Strici so mi povedali (1983.)
  - Il generale (1987.)